# Ернст Кассірер
Ернст Кассі́рер (нім. Ernst Cassirer; *28 липня 1874, Вроцлав — †13 квітня 1945, Принстон, Нью-Джерсі, США) — німецький і американський філософ і культуролог, представник Марбурзької школи неокантіанства.

## Біографія
Народився в купецькій родині єврейського походження. З 1892 року вчився в Берлінському університеті. Відвідував також лекції в університетах Лейпцига, Гайдельберга, Мюнхена ,Марбурга. Професор (1919—1933) і ректор (1930—1933) Гамбурзького університету. З 1933 року Кассірер був в еміграції: у Оксфорді (Велика Британія), в 1935—1941 роках в Гетеборзі (Швеція), з 1941 року — у США. У 1941—1944 роках викладав у Єльському університеті, потім в Колумбійському університеті. Ернст Кассірер помер від серцевого нападу в Нью-Йорку в квітні 1945 року. Похоронну службу провів молодий рабин Артур Герцберг, який був студентом Кассірера в Колумбійському університеті. Могила Кассірера знаходиться у Вествуді (штат Нью-Джерсі) на кладовищі Кедр-Парк Бет-Ел серед могил Конгрегації Хабонім. Його аналіз становлення націонал-соціалізму в книзі "З міфу про державу" з'явився лише після його смерті. Арт-дилер і видавець Пауль Кассірер був його двоюрідним братом.

## Наукова діяльність

Наочне зображення сивмолічних форм за Кассірером

На початку своєї діяльності займався філософськими проблемами природознавства. Розробляв теорію понять, або «функцій». Після 1920 року створив оригінальну концепцію філософії культури. Слідом за Г. Коген і П. Наторпом Кассірер усував з кантівської системи поняття «речі в собі» як одного з двох (поряд з суб'єктом пізнання) чинників «досвіду», що будує світ. За Кассірером, матеріал для побудови «досвіду» («різноманіття») створюється самою думкою. Відповідно простір і час перестають бути спогляданням (як у Канта) і перетворюються на поняття. Замість кантівських двох світів, за Кассірером, існує єдиний світ — «світ культури». Ідеї розуму з регулятивних стають, як і категорії, конститутивним, тобто творять світ принципами. Кассірер називає їх «символічними функціями», оскільки вони представляють вищі цінності, пов'язані з «божественним» в людині. Різноманітні сфери культури, названі Кассірером «символічними формами» (мова, міф, релігія, мистецтво, наука), розглядаються як самостійні утворення, що не зводяться один до одного. Філософія культури Кассірера визначає й ідеалістичне розуміння ним людини як «тварини, що творить символи». На думку Кассірера, на певному етапі людина «розриває ланцюг, що зв'язує його із зовнішнім світом» і якщо «перші кроки інтелектуальної та культурного життя людини можна представити як свого роду розумове пристосування до безпосереднього оточення», то в подальшому розвитку стосунки людини зі світом описується посередництвом розгалуженої символічної системи. Людина на думку Кассірера «настільки занурена в лінгвістичні форми, художні образи, міфічні символи або релігійні ритуали, що не може нічого бачити і знати без втручання цього штучного посередника».
Ідеї Кассірера, насамперед його вчення про «символічні форми», мало визначальний вплив на дослідження з історії культури марбурзької школи.
На думку вітчизняного науковця—дослідника політичних міфів Ю. Шайгородського, символічна теорія Е. Кассірера стала засадничою концепцією розуміння сутності політичних міфів. Його праця «Техніка сучасних політичних міфів» й донині залишається підґрунтям наукового пошуку суспільствознавців. Символізм міфу, на погляд Е. Кассірера, ґрунтується на тому, що предмети, не втрачаючи своєї конкретності, можуть перетворюватися на певні знаки для відображення інших предметів чи явищ, тобто слугувати їх символічним аналогом. Міф з'являється як замкнута символічна система, об'єднана характером функціонування і способом моделювання навколишнього світу. У праці «Міф держави», опублікованій уже після смерті автора, Е. Кассірер розкрив сутність «героїчного» міфу. За Кассірером, герой — це не конкретна людина, а, скоріше, героїчний образ, завдяки якому справжній лідер постає як такий перед громадою чи видає себе за героя. У «Міфі про державу», на відміну від «Філософії символічних форм», мислитель певною мірою поширює проблематику патології символу на соціальне ціле. На його думку, за умов суспільних криз, збіднюється здатність людини до символічної інтерпретації, через що негативна енергія міфу виходить на перший план і створює загрозу для раціонального мислення та адекватного осягнення й інтерпретації дійсності. Міф, чиї сили в сприятливі часи пов'язані і локалізовані в релігії та мистецтві, отримує можливість розгорнутися в дійсності. Ця наукова праця є своєрідним «політичним заповітом» філософа, людини, яка особисто потерпіла в часи нацистської диктатури в Німеччині.
Автор історико-філософських праць про Г. Лейбніца («Leibniz 'System in seinen wissenschaftlichen Grundlagen» , 1902), І. Канта («Kants Leben und Lehre», 1918), Р. Декарта, з філософії Відродження («Individuum und Kosmos in der Philosophie der Renaissance» , 1927), Просвітництва («Die Philosophie der Aufklärung», 1932), праць про Гете, Шіллера, Гельдерліна, Клейста.

## Публікації
Найповніше 25-томне видання творів Ернста Кассірера вийшло у німецькому видавництві Майнер (Гамбург). У 2010 році в цьому ж видавництві вийшло нове коментоване видання «Філософії символічних форм» в 3-х томах.
- Проблема пізнання в філософії та науці нового часу / Das Erkenntnisproblem in der Philosophie und Wissenschaft der neueren Zeit, Bd 1—4, В., 1906—1957;
- Свобода і форма / Freiheit und Form, В., 1916;
- Філософія символічних форм / Philosophie der symbolischen Formen, Bd 1—3, В., 1923—1929;
- Есе про людину. Вступ до філософії про людську культуру / An essay on man. An introduction to a philosophy of human culture. New Haven — L., [1945];
- Міф держави / The myth of the state, London, 1946;
- Про сучасну фізику / Zur modernen Physik, Oxford,1957;